# Waldenburg (Arkansas)
Pour les articles homonymes, voir Waldenburg.
La ville américaine de Waldenburg est située dans le comté de Poinsett, dans l’Arkansas. Lors du recensement de 2000, elle comptait 80 habitants.

## Démographie
| 1960 | 1970 | 1980 | 1990 | 2000 | 2010 |
| ---- | ---- | ---- | ---- | ---- | ---- |
| 113  | 164  | 124  | 103  | 80   | 61   |

## Source
- (en) Cet article est partiellement ou en totalité issu de l’article de Wikipédia en anglais intitulé « Waldenburg, Arkansas » (voir la liste des auteurs).